# Connie Willis
Constance Elaine Trimmer Willis, más conocida como Connie Willis (Denver, Colorado, 31 de diciembre de 1945), es una escritora estadounidense de ciencia ficción.
Se inició profesionalmente como profesora de enseñanza media antes de dedicarse a la literatura, en la que comenzó publicando relatos en antologías durante de la década de 1970. Posteriormente adquirió fama como novelista en 1987 con Los sueños de Lincoln, ganadora del John W. Campbell Memorial de 1988. En esta novela la protagonista experimenta un enlace mental a través de dos siglos con el general Lee y comparte sus ansiedades respecto al final de la guerra de Secesión.
En 1992 publica su obra más conocida, El libro del día del Juicio Final, con la que ganó los tres premios más importantes del género: el Hugo (1993), premio de los lectores, el Nébula (1992), premio de los escritores del género, y el Locus (1993), premio de una importante revista de ciencia ficción y fantasía. Al igual que la anterior, esta historia utiliza el viaje en el tiempo, esta vez físico, y nos retrata unos días del siglo de la Peste Negra a través de una historiadora "de campo" de la universidad de Oxford. Paralelamente, la narración sigue los acontecimientos que su mentor y los demás habitantes de Oxford padecen mientras ella está en el pasado.
Su carrera ha continuado con éxito, como ejemplifican sus otros dos premios Locus, concedidos por sus novelas Tránsito y Por no mencionar al perro. Esta última le valió también otro Hugo en la categoría de novela. En categorías de narraciones más breves (novela corta, cuento) ha recibido también 8 Hugos y 5 Nébulas a lo largo de su carrera, lo que la sitúa entre las mejores cultivadoras de estas formas literarias breves del género.
Su obra se caracteriza por una prosa agradable en la que maneja hábilmente la emotividad y que está habitualmente salpicada de un fino humor. Algunas de sus novelas más importantes (Los sueños de Lincoln, El libro del día del Juicio Final, Por no mencionar al perro) y varias narraciones breves tratan del viaje en el tiempo, pero la autora ha explorado otros temas como la investigación científica (Oveja mansa, 1996), las experiencias cercanas a la muerte (Tránsito, 2001), el retoque informático de películas (Remake, 1994), la exploración de un planeta (Territorio inexplorado, 1994), etc. Sin embargo todos ellos son más bien utilizados como meros escenarios, resultando de mayor importancia el cómo permiten introducir reflexiones sociales o profundizar en la psicología de los personajes.
También ha escrito fantasía, por ejemplo en Espíritu de la Navidad recopila varias historias de este género al tiempo que declara en su introducción su pasión por la Navidad y todo lo relacionado con ella.
Actualmente vive en Greely, Colorado, con su marido, Courtney Willis, profesor de física en la Universidad del Norte de Colorado, y con la hija de ambos, Cordelia.

## Obras destacables
Serie de los Historiadores de Oxford
- 1982: Brigada de incendios[2] (Fire Watch). Relato ganador de los premios Hugo y Nébula.
- 1992: El libro del día del Juicio Final (Doomsday Book). Ganadora de los premios Hugo, Nébula y Locus.
- 1997: Por no mencionar al perro (To Say Nothing of the Dog). Ganadora de los premios Hugo y Locus.
- 2010: El apagón (Blackout)
- 2010: Cese de alerta (All Clear)

Otras novelas
- 1982: Water Wich (con Cynthia Felice)
- 1987: Los sueños de Lincoln
- 1989: Raid de Luz (con Cynthia Felice)
- 1996: Oveja mansa
- 1997: Promised Land (con Cynthia Felice)
- 2001: Tránsito
- 2016: Crosstalk

Otros relatos
- 1982: A letter from Clearys
- 1988: El último de los Winnebago
- 1989: At the Rialto
- 1992: Even the Queen
- 1993: Muerte en el Nilo
- 1994: Remake
- 1994: Territorio inexplorado
- 2005: Infiltrado
- 2007: Todos sentados en el suelo